# Jorge López Montaña
Jorge López Montaña est un footballeur espagnol né le 19 septembre 1978 à Logroño. Il évolue au poste de milieu.

## Carrière
- 1996-1999 : CD Logroñés  Espagne
- 1999-2003 : Villarreal CF  Espagne
- 2003-2007 : Valence CF  Espagne
- 2004-2005 : RCD Majorque  Espagne
- 2007-2008 : Racing Santander  Espagne
- 2008-2011 : Real Saragosse  Espagne
- 2011-2012 : OFI Crète  Grèce
- jan. à juin 2013 : KAA La Gantoise  Belgique[1],[2]

## Palmarès
- Valence CF
  - Champion d'Espagne : 2004
  - Vainqueur de la Coupe UEFA : 2004